# Wortlänge
Wortlänge wird danach bestimmt, aus wie vielen kleineren Einheiten ein Wort besteht. So ist es möglich, die Wortlänge entsprechend der Zahl der Buchstaben, Laute, Phoneme, Morphe, Silben oder Moren zu definieren. Eine weitere Möglichkeit besteht darin, die Zeit zu messen, die ein Sprecher benötigt, um ein Wort auszusprechen; man erhält dann als Wortlänge die Wortdauer. Bevor man jedoch die Wortlänge oder Wortdauer bearbeiten kann, muss bestimmt werden, was genau ein Wort sein soll, ein keineswegs triviales Problem.

## Kürzeste Wörter – längste Wörter
Eine Frage, die auf ein breites Interesse stößt, ist die nach dem längsten oder kürzesten Wort, entweder in einer bestimmten Sprache oder auch ganz allgemein. Meist werden hierzu Wörter mit Angabe der Zahl der Buchstaben, aus denen sie bestehen, angeführt. Die anders gerichtete Frage nach dem kürzesten Wort ist sehr leicht zu beantworten, da ein Wort nicht kürzer als ein Buchstabe, Laut oder Phonem sein kann. Beispiele sind der lateinische Imperativ „ī“ (= geh), die polnische Präposition „w“, die spanischen Wörter „y“ (= und) und „o“ (= oder) oder die deutsche Interjektion „o“, wie in O du lieber Augustin; es gibt also nicht nur ein solches kürzestes Wort.
Anders steht es um die Frage nach dem längsten Wort, zu der man einige Beobachtungen und Überlegungen beitragen, die man aber letztlich nicht beantworten kann. Ein paar Hinweise zum Deutschen mögen das demonstrieren:
Schon Jean Paul (1820) hat sich mit dem Phänomen langer Wörter befasst und selbst ein besonders langes erfunden: Wortbandwurmstockabtreibmittellehrbuchstempelkostenersatzberechnung, ein Wort mit 67 Buchstaben.
Anlässlich einer entsprechenden Preisaufgabe der Gesellschaft für deutsche Sprache wurde „Grundstücksverkehrsgenehmigungszuständigkeitsübertragungsverordnung“ angeführt, ein Wort, das aus 67 Buchstaben besteht. Es handelt sich dabei um eine amtliche Gesetzesformulierung (GrundVZÜV, von 2003, 2007 wieder aufgehoben). Ebenfalls amtlich belegt ist das Rindfleischetikettierungsüberwachungsaufgabenübertragungsgesetz in Mecklenburg-Vorpommern (RkReÜAÜG, von 1999, 2013 aufgehoben), das aus 63 Buchstaben besteht. Von solchen in Textkorpora häufiger vorkommenden Wortgebilden, meist aus der Rechts- und Verwaltungssprache, unterscheidet der Duden „individuelle, kreative Augenblicksbildungen“, die in der Regel nur einmal vorkommen, wie zum Beispiel „Steuerentlastungsberatungsvorgesprächskoalitionsrundenvereinbarungen“ (68 Buchstaben) oder
„Schauspielerbetreuungsflugbuchungsstatisterieleitungsgastspielorganisationsspezialist“ (85 Buchstaben).
Der Korpuslinguistiker Rainer Perkuhn vom Institut für Deutsche Sprache nennt als rekordverdächtig: „Psychoselbsterfahrungsfamilienaufstellungskörpertantrapersönlichkeitsentwicklungsseminare“. Im Guinness-Buch der Rekorde wird „Donaudampfschifffahrtselektrizitätenhauptbetriebswerkbauunterbeamtengesellschaft“ genannt. Die Wörter bilden nicht die Obergrenze für Wortlänge im Deutschen, da man immer noch ein weiteres ergänzen kann, ohne die Wortbildungsregeln des Deutschen zu verletzen; so kann man an „Donaudampfschifffahrtselektrizitätenhauptbetriebswerkbauunterbeamtengesellschaft“ zum Beispiel „-sgründung“ anhängen. Das dadurch entstandene Wort mag nicht belegt sein, es ist aber möglich. Dies zeigt, dass man zwischen den längsten gefundenen Wörtern und den längsten möglichen Wörtern unterscheiden muss.
Die Liste sehr langer Wörter lässt sich noch übertreffen, wenn man die Fachsprache der Chemie/Medizin hinzunimmt. So verzeichnet die „Rote Liste“ unter anderen die Bezeichnung „(6R,7R)-7-[(Z)-2-(2-Amino-1,3-thiazol-4-yl)-2-(methoxyimino)acetamido]-3-(6-hydroxy-2-methyl-5-oxo-2,5-dihydro-1,2,4-triazin-3-ylsulfanylmethyl)-8-oxo-5-thia-1-azabicyclo[4.2.0]oct-2-en-2-carbonsäure“ für ein Antibiotikum (Kurzbezeichnung „Ceftriaxon“). Dieses Wort ist kein Einzelfall, da aufgrund der schier unendlichen Anzahl von Verbindungen in der organischen Chemie die IUPAC eine systematische Nomenklatur eingeführt hat, die es erlaubt, beliebig große (neu synthetisierte) Moleküle exakt zu benennen und international zu identifizieren, da – insbesondere pharmazeutische – Substanzen häufig unter verschiedenen Synonymen geführt werden.
Um die genannten (und weitere möglichen) Beispiele richtig einzuschätzen, muss man daran denken, dass das Deutsche zwar eine Sprache ist, in der leicht lange Komposita gebildet werden können; es gibt aber durchaus Sprachen, die dem Deutschen mindestens ebenbürtig sind, wenn es um die Möglichkeiten der Bildung langer Wörter geht, z. B. polysynthetische Sprachen.

## Wortlängen in einem alphabetischen Wörterbuch des Deutschen
Interessieren kann aber auch die Frage, aus wie vielen Silben (oder: Morphen) Wörter bestehen können. Einen Eindruck davon vermitteln Auswertungen von Wörterbüchern.
Die folgenden Daten wurden anhand der Auswertung des Aussprachewörterbuchs von Viëtor durch Menzerath gewonnen; das Wörterbuch umfasst 20453 Stichwörter. Es ergibt sich folgende Übersicht:
| Zahl der Silben pro Wort | Häufigkeit Wörterbuch | prozentualer Anteil im Wörterbuch |
| ------------------------ | --------------------- | --------------------------------- |
| 1                        | 2245                  | 11,00                             |
| 2                        | 6396                  | 31,27                             |
| 3                        | 6979                  | 34,12                             |
| 4                        | 3640                  | 17,80                             |
| 5                        | 0920                  | 04,50                             |
| 6                        | 0214                  | 01,05                             |
| 7                        | 042                   | 00,21                             |
| 8                        | 011                   | 00,05                             |
| 9                        | 06                    | 00,03                             |

Aus diesen Werten lässt sich berechnen, dass Wörter in diesem Wörterbuch durchschnittlich aus 2,78 Silben bestehen. Nimmt man zum Vergleich die Werte eines Häufigkeitswörterbuchs, so ergibt sich eine geringere Länge, da kürzere Wörter in der Regel häufiger als längere verwendet werden. Dies zeigt die folgende Aufstellung.

## Wortlängen in einem Häufigkeitswörterbuch (Frequenzwörterbuch) des Deutschen
Unter der Leitung von Friedrich Wilhelm Kaeding wurde Ende des 19. Jahrhunderts ein deutschsprachiges Textkorpus von 10,906,235 laufenden Wörtern ausgezählt; nach Wortlängen sortiert ergab sich folgende Übersicht:
| Zahl der Silben pro Wort | Häufigkeit im Textkorpus | prozentualer Anteil im Textkorpus |
| ------------------------ | ------------------------ | --------------------------------- |
| 1                        | 5,426,326                | 49,75                             |
| 2                        | 3,156,448                | 28,94                             |
| 3                        | 1,410,494                | 12,93                             |
| 4                        | 646,971                  | 5,93                              |
| 5                        | 187,738                  | 1,72                              |
| 6                        | 54,436                   | 0,50                              |
| 7                        | 16,993                   | 0,16                              |
| 8                        | 5,038                    | 0,05                              |
| 9                        | 1,225                    | 0,01                              |
| 10                       | 461                      | 0,00                              |
| 11                       | 59                       | 0,00                              |
| 12                       | 35                       | 0,00                              |
| 13                       | 8                        | 0,00                              |
| 14                       | 2                        | 0,00                              |
| 15                       | 1                        | 0,00                              |

Die Tabelle beruht auf Daten, die Zipf (1935, Neudruck 1968, Seite 23) entnommen wurden. Aus ihnen lässt sich die durchschnittliche Wortlänge (gemessen nach der Zahl der Silben pro Wort) mit 1,83 berechnen.
Die längsten Wörter bei Viëtor kommen auf neun, das längste bei Kaeding auf 15 Silben. Wohl nur in der bereits erwähnten Fachsprache der Chemie/Medizin kann man auf noch längere Wörter stoßen.

## Wortlängen verschiedener Sprachen im Vergleich
Fucks gibt für 11 Sprachen die mittlere Wortlänge (Silben pro Wort) literarischer Autoren an:
| Sprache     | mittlere Wortlänge literarischer Werke |
| ----------- | -------------------------------------- |
| Englisch    | 1,4                                    |
| Französisch | 1,6                                    |
| Deutsch     | 1,7                                    |
| Esperanto   | 1,9                                    |
| Italienisch | 2,0                                    |
| Griechisch  | 2,1                                    |
| Japanisch   | 2,1                                    |
| Ungarisch   | 2,2                                    |
| Russisch    | 2,2                                    |
| Lateinisch  | 2,4                                    |
| Türkisch    | 2,5                                    |

Im Häufigkeitswörterbuch von Kaeding ergab sich eine durchschnittliche Wortlänge für das Deutsche von 1,83 Silben pro Wort, während Fucks 1,7 angibt. Der Unterschied ist darauf zurückzuführen, dass Fucks in diesem Fall nur Daten zu literarischen Texten anführt.

## Durchschnittliche Wortlänge in verschiedenen Textgruppen
Charakterisiert man eine Sprache oder Stile/Texte hinsichtlich ihrer Wortlängen, stellt sich die Frage, wie und in welcher Einheit die Wortlängen bestimmt werden sollen. So können Stichwörter im Lexikon oder Wörter im laufenden Text untersucht werden.
Als Beispiel seien einige Durchschnittswerte für Wortlängen im Deutschen genannt, bestimmt nach der Zahl der Silben im Wort; die Daten stammen aus Best (2006). Die durchschnittliche Zahl der Silben je Wort in deutschen Texten wurde wie folgt erarbeitet:
| Textklasse                     | Grenze der Wortlänge | Grenze der Wortlänge |
| Textklasse                     | untere               | obere                |
| ------------------------------ | -------------------- | -------------------- |
| Pressetexte                    | 1,81                 | 2,29                 |
| fachwissenschaftliche Texte    | 2,04                 | 2,32                 |
| gesprochene Sprache            | 1,52                 | 1,66                 |
| Lese- und Lehrbuchtexte        | 1,32                 | 1,88                 |
| SMS-Texte                      | –                    | 1,51                 |
| Briefe 20. Jahrhundert         | –                    | 1,68                 |
| Epik und Prosa 20. Jahrhundert | –                    | 1,70                 |
| Gedichte von Erich Fried       | –                    | 1,60                 |

Zur Erläuterung: Für die ersten vier Textklassen können die beobachteten unteren und oberen Durchschnittswerte angegeben werden. Diese Textklassen sind interessant, weil sie zeigen, wie sehr auch innerhalb einer Textklasse die Werte schwanken können. In den übrigen Fällen kann im Moment nur ein Wert genannt werden; dann ist der Höchstwert mit dem einen Durchschnittswert identisch. Weitere Details sind in der angegebenen Arbeit aufgeführt, einerseits zu Gruppen von Texten innerhalb einer Textklasse, andererseits zur Entwicklung der Wortlänge über die Jahrhunderte hinweg.
Natürlich sind die angegebenen Werte von der Auswahl der ausgewerteten Texte abhängig. Die Tabelle vermittelt einen Eindruck davon, wie sehr diese Durchschnittswerte schwanken können. Ein ähnliches Bild würde sich ergeben, wenn man Wortlänge anders als durch die Zahl der Silben je Wort bestimmt.

## Wortlängenverteilung und Wortlänge im Zusammenspiel mit anderen sprachlichen Größen
Die Quantitative Linguistik hat sich in vielfältiger Weise mit den Gesetzmäßigkeiten der Wortlängen befasst.
- Am besten erforscht ist das Gesetz der Verteilung von Wortlängen, das besagt, dass die Häufigkeit, mit der Wörter verschiedener Länge in Texten oder auch in Wörterbüchern verschiedener Art, ganz bestimmten, theoretisch begründbaren Verteilungen folgen: Die Länge von Wörtern ist eine Funktion ihrer Häufigkeit; in vielen Sprachen, so auch im Deutschen, kann man diese Aussage vereinfachen zu: Je häufiger Wörter sind, desto kürzer sind sie auch. In manchen Sprachen wie dem Finnischen[18] oder Lateinischen[19] gilt diese Aussage nicht schon von den einsilbigen Wörtern an, sondern erst von den zwei- oder auch dreisilbigen an. Für weitere Erläuterungen zu Wortlängenverteilungen soll hier ein Hinweis auf den entsprechenden Spezialartikel Gesetz der Verteilung von Wortlängen genügen.[20]
- Wortlängen stehen in Texten oder auch in Wörterbüchern in einer ganzen Reihe von Wechselbeziehungen mit anderen Sprachgrößen. In Köhlers Regelkreis[21] werden einige dieser Wechselbeziehungen in Form eines einfachen Modells dargestellt; sie lassen sich in ein komplexeres Modell integrieren.[22]
  - Eine bedeutsame Gesetzmäßigkeit besteht zwischen der Länge der Wörter und der Länge der Wortteile: Je länger ein Wort ist, das heißt, aus je mehr kleineren Einheiten (direkten Konstituenten) es besteht, desto kleiner sind diese Konstituenten selbst. Es handelt sich hierbei um ein Sprachgesetz, das unter dem Namen Menzerathsches Gesetz (auch: Menzerath-Altmann-Gesetz) bekannt ist. Eine Untersuchung zum Deutschen galt der Hypothese „Je länger das Wort, um so kürzer seine Morphe“[23] und konnte aufgrund der Auswertung eines ganzen Wörterbuchs zeigen, dass diese Hypothese sich bewährt.
  - Untersucht man die Wortlänge im Hinblick auf die Zahl der Silben, so kann man eine entsprechende Hypothese formulieren: „Je länger das Wort, um so kürzer seine Silben“. Eine Untersuchung zu Wortlängen im Deutschen und Italienischen unterstützt diese Hypothese. Dies gilt auch dann, wenn man die Wortlänge in Beziehung zur Dauer der Silben in verschiedenen Sprechstilen in Beziehung setzt.[24]
  - Es gibt ferner einen Zusammenhang zwischen der Wortlänge und der Häufigkeit, mit der die Wörter an der Bildung von Komposita beteiligt sind: Kürzere Wörter sind in dieser Hinsicht wesentlich produktiver als längere.[25]
  - Die Wortlänge wirkt sich auch auf die Dauer der Laute aus, aus denen die Wörter bestehen: Je länger die Wörter sind, desto kürzer werden ihre Laute gesprochen. Dieses Sprachgesetz geht zurück bis ins 19. Jahrhundert[26] und gehört damit zu den ältesten bekannten Gesetzmäßigkeiten. Es ist wiederum eine Spezifizierung des Menzerathschen Gesetzes. Überprüfungen dieses Gesetzes am Beispiel der Dauer von Vokalen im Ungarischen unterstützen die genannte Gesetzeshypothese.[27]
  - Gesetzmäßig ist auch das Zusammenspiel von Wortlänge und Polysemie: Je länger ein Wort, desto geringer seine Polysemie, zumindest im Chinesischen.[28]
  - Es gibt auch einen gesetzmäßigen Zusammenhang zwischen dem Alter von Wörtern und ihrer Länge: Je älter Wörter sind, desto kürzer sind sie im Durchschnitt. So befindet Miyayima: „Clearly older words are shorter and used more frequently.“[29]. Zum gleichen Ergebnis kommt Sanada-Yogo.[30]
  - Ein weiterer Zusammenhang besteht zwischen dem Alter von Wörtern und ihrer Polysemie: Je älter Wörter sind, desto mehr unterschiedliche Bedeutungen haben sie im Durchschnitt.[31]

## Wortlänge in der Sprachtypologie
Bei dem Versuch, Sprachtypen mit den Mitteln der Statistik auch numerisch zu charakterisieren, wurden im Rahmen der Sprachtypologie von Greenberg, Altmann & Lehfeldt und vielen anderen Maße entwickelt, die es erlauben, Sprachen morphologisch miteinander zu vergleichen. Unter den morphologischen Eigenschaften, die dazu gemessen wurden, befindet sich als einer von 10 Indizes auch ein Maß der Wortkomplexität, das ein Verhältnis zwischen der Zahl der Wörter eines Textes und der Zahl der Morpheme herstellt, der sogenannte „Synthese-Index“ S = Zahl der Morpheme/ Zahl der Wörter oder auch umgekehrt S = Zahl der Wörter/ Zahl der Morpheme. Der Synthese-Index ist ein Maß für die durchschnittliche Wortlänge der untersuchten Sprachen. Altmann & Lehfeldt zeigen auch, wie man mit den 10 Indizes zu einer Klassifikation der Sprachen kommen und das Zusammenspiel dieser Indizes miteinander berechnen kann. Wilhelm Fucks demonstriert am Beispiel von 11 Sprachen den Zusammenhang zwischen Entropie und Wortlänge.

## Entwicklung der Wortlänge
Wortlängen sind Anzeichen für die Entwicklung der Sprache, und zwar sowohl für die Entwicklung der Sprachfähigkeit des Individuums als auch für die Entwicklung der Sprache.
- Entwicklung des Spracherwerbs von Individuen: Kinder machen im Schulalter systematische Fortschritte in sprachlicher Hinsicht, die sich auch in der fortschreitenden Zunahme der Wortlängen in ihren Äußerungen niederschlagen. Diese Entwicklung folgt der gleichen Gesetzmäßigkeit wie die der Sprache selbst, dem Piotrowski-Gesetz, das deshalb auch als Spracherwerbsgesetz aufgefasst werden kann.[37]
- Entwicklung in der Sprache: Auch die durchschnittliche Wortlänge ändert sich mit dem Wandel einer Sprache. Für das Deutsche nehmen die Wortlängen zunächst bis etwa zur Zeit des einsetzenden Frühneuhochdeutschen ab, um danach wieder zuzunehmen. Auch dieser Prozess folgt dem Piotrowski-Gesetz. Die folgende Tabelle zeigt die Entwicklung der Wortlänge, gemessen durch die Zahl der Silben pro Wort, in deutscher Epik und Prosa vom 8. bis zum 20. Jahrhundert als reversiblen Prozess:[38]

| t    | Jahr- hundert | Silben pro Wort | Silben pro Wort |
| t    | Jahr- hundert | beobachtet      | berechnet       |
| ---- | ------------- | --------------- | --------------- |
| 2,5  | 8.–11.        | 1,72            | 1,72            |
| 4,5  | 12.           | 1,66            | 1,63            |
| 5,5  | 13.           | 1,49            | 1,53            |
| 6,5  | 14.           | 1,49            | 1,46            |
| 7,5  | 15.           | 1,45            | 1,45            |
| 8,5  | 16.           | 1,51            | 1,53            |
| 9,5  | 17.           | 1,66            | 1,63            |
| 10,5 | 18.           | 1,69            | 1,70            |
| 11,5 | 19.           | 1,71            | 1,72            |
| 12,5 | 20.           | 1,70            | 1,73            |

(Erläuterung: t ist der für die Berechnung nach Jahrhunderten durchnummerierte Zeitabschnitt; als erster Zeitabschnitt wurde für das 8. bis 11. Jahrhundert die Mitte des 10. Jahrhunderts mit t = 2,5 angesetzt. Passt man an die beobachteten Daten das Piotrowski-Gesetz in der Form für den reversiblen Sprachwandel an, so erhält man die angegebenen berechneten Werte. Die Anpassung des Modells ergibt einen Determinationskoeffizienten von C = 0,94, wobei C als gut erachtet wird, wenn es größer/gleich 0,80 ist. Für ausführlichere Erläuterungen sei auf die angegebene Literatur verwiesen.)
Die Entwicklung vom 8. – 11. Jahrhundert verdiente eine eigene Untersuchung, für die aber zusätzliche Daten erforderlich wären.
Der generelle Trend einer Abnahme und vom 16. Jahrhundert an wieder Zunahme der Wortlängen wurde auch für deutsche Gedichte von der Zeit um 1000 bis 1970 (bei generell geringerer Wortlänge) festgestellt. Bei deutschen Briefen ergab sich vom 16. bis 18. Jahrhundert eine Zunahme der Wortlänge, die danach wieder abnahm. Auch wenn überall noch mehr Daten wünschenswert wären, deutet sich doch an, dass es einerseits einen generellen Trend für die deutsche Sprache gibt, der sich in unterschiedlichen Textklassen aber durchaus verschieden auswirken kann.

## Lesbarkeit
Bei der Bestimmung der Schwierigkeit eines Textes für den Leser spielt die Lesbarkeit eine wichtige Rolle. Darunter versteht man die sprachlichen (grammatischen und lexikalischen) Eigenschaften eines Textes. Die Lesbarkeit ist ein Bestandteil dessen, was die Textverständlichkeit ausmacht. Seit langem gelten die Bemühungen der Wissenschaft der Frage, ob man die Lesbarkeit eines Textes messbar machen kann. Dabei sind eine Fülle von Lesbarkeitsindizes entwickelt worden, bei denen sehr oft auch die Wortlänge als ein wesentlicher Aspekt integriert ist. In Best (2006) wurde eine Begründung dafür entwickelt, warum so einfache Kriterien wie Wort- und Satzlänge triftige Eigenschaften von Texten sein können, um etwas über ihre Lesbarkeit auszusagen.
Aus den Erkenntnissen der Lesbarkeitsforschung wurden für die Sprachpraxis Konsequenzen gezogen. So hat Wolf Schneider Hinweise für die Vermeidung unnötig langer Wörter gegeben. Eine zahlenmäßige Charakterisierung von Texten als „sehr leicht“, „leicht“, „einfach“, „normal“, „anspruchsvoll“, „schwierig“ oder „sehr schwer“ wurde von Mihm entwickelt; eine Übersicht für deutsche Texte mit Vergleich zum Englischen findet sich bei Groeben.

## Stilistische Aspekte
Es gibt eine ganze Reihe stilistischer Aspekte der Wortlänge, sowohl in linguistischer als auch in literarischer und psychologischer Hinsicht.
Ein Aspekt betrifft dabei die Gestaltung von Eigennamen. So findet man bei Jean Paul den Hinweis, dass er „unbedeutende Menschen einsilbig: Wutz, Stuß getauft“ gefunden habe, wodurch sie von „schlimme[n] oder scheinbar unwichtige[n]“ unterschieden seien. Sigmund Freud führt aus: „Bekanntlich neigt man gerade bei einsilbigen Familiennamen besonders dazu, den Vornamen mitzunennen.“ Wilfried Seibicke weist eine deutliche Tendenz nach, Mädchen einen längeren (einteiligen) Vornamen zu geben als Jungen. In die gleiche Richtung weist die Tendenz zur Nutzung von mehr als nur einem Vornamen, die für Mädchen um etwa 10 % höher liegt.
Wilhelm Fucks, der sich für eine Quantitative Literaturwissenschaft einsetzt, betrachtet Wort- und Satzlängen als Stilcharakteristiken, das heißt als zahlenmäßig erfasste Stileigenschaften, die genutzt werden können, um den Stil von Autorengruppen zu unterscheiden.